# Adriano Pappalardo
Adriano Pappalardo (n. Copertino, provincia de Lecce, de Apulia, 26 de marzo de 1945) es un cantante y actor italiano.

## Trayectoria artística
Pappalardo comenzó su carrera en 1971 con el tema Una donna. Su primer éxito fue el sencillo de rhythm and blues E' ancora giorno (1972), escrito como algunas de sus otras canciones de la época de la pareja Lucio Battisti-Mogol.
Pappalardo fue popular en Italia y muy conocido en España y en Latinoamérica con la canción Recomencemos (en italiano, Ricominciamo) en 1980. A mediados de los años ochenta, se concentró en su carrera de actor.
En 2003 tuvo un éxito personal  como concursante del reality show L'Isola dei Famosi (la versión italiana de Supervivientes).  En 2004 participó en el Festival de San Remo  cantando el tema "Nessun consiglio".

## Discografía
33 RPM
- 1972: Adriano Pappalardo (Número uno, ZSLN 55151)
- 1973: California no (Número uno, DZSLN 55662)
- 1975: Mi basta così (RCA, TPL 1 1159)
- 1979: Non mi lasciare mai (RCA, PL 31505)
- 1982: Immersione (Número uno, ZPLN 34165)
- 1983: Oh! Era ora (Número uno, 81990)
- 1988: Sandy (CGD, 20836)

## Filmografía
- A tu per tu, dirigido por Sergio Corbucci (1984).
- Rimini Rimini, dirigido por Sergio Corbucci (1987).
- Rimini Rimini - Un anno dopo, dirigido por Bruno Corbucci (1988).
- La piovra 4, dirigido por Luigi Perelli (1989).
- Classe di ferro, dirigido por Bruno Corbucci (TV, 1989-1991).
- Italian Restaurant, dirigido por Giorgio Capitani (1994).
- Racket, dirigido por Luigi Perelli (1997).
- L'ultimo capodanno, dirigido por Marco Risi (1998).
- Qui non è il paradiso, dirigido por Gianluca Maria Tavarelli (2000).
- Canone inverso - Making Love, dirigido por Ricky Tognazzi (2000).
- Rita da Cascia, dirigido por Giorgio Capitani (2004).
- Il falco e la colomba, dirigido por Giorgio Serafini (2009).